# Equipe japonesa na Copa Billie Jean King
A equipe japonesa na Copa Billie Jean King representa o Japão na Copa Billie Jean King, principal competição de tênis feminina por equipes do mundo. É administrada pela Japan Tennis Association.

## História
O Japão competiu pela primeira vez em 1964. Seu melhor resultado foi a semifinal de 1996.

## Última convocação
Para o Grupo I da Ásia/Oceania de 2023, entre 11 e 15 de abril:
- Moyuka Uchijima
- Mai Hontama
- Himeno Sakatsume
- Eri Hozumi
- Shuko Aoyama